# Joe Burrow
Joseph Lee „Joe“ Burrow (geboren am 10. Dezember 1996 in Ames, Iowa) ist ein US-amerikanischer American-Football-Spieler auf der Position des Quarterbacks. Im NFL Draft 2020 wurde er als Gesamterster von den Cincinnati Bengals ausgewählt, mit denen er in der Saison 2021 in den Super Bowl LVI einzog. Vor der NFL spielte er College Football für die Ohio State Buckeyes und die LSU Tigers. In der Saison 2019 gewann er die Heisman Trophy als bester College-Football-Spieler sowie mit den Tigers die nationale Meisterschaft, das College Football Playoff National Championship Game.

## Frühe Jahre
Joe Burrows Vater Jim Burrow spielte College Football für die University of Mississippi und die University of Nebraska-Lincoln. Als Cornerback bestritt er 1976 drei Spiele für die Green Bay Packers in der National Football League (NFL), bevor er in der Canadian Football League (CFL) spielte und dort mit den Montreal Alouettes den Grey Cup gewann. Zudem spielte er in der CFL für die Calgary Stampeders und die Ottawa Rough Riders. Danach war er jahrzehntelang als Coach im College Football tätig, zuletzt von 2005 bis 2018 als Defensive Coordinator für die Ohio University. Joe Burrow wurde in Ames, Iowa, geboren und wuchs in Athens, Ohio, auf. Er besuchte ab dem Herbst 2011 die Athens High School im nahegelegenen The Plains. Neben Football spielte er dort auch Baseball und Basketball. An der Highschool warf Burrow 11.416 Yards für 157 Touchdowns, zudem erzielte er 2.067 Yards Raumgewinn sowie 27 Touchdowns durch Laufspiel. In seinen letzten beiden Highschooljahren brachte er jeweils über 70 Prozent seiner Pässe an ihr Ziel. Dabei spielte er nicht nur als Quarterback, sondern auch in der Verteidigung als Cornerback.
Er gewann 2014 den Ohio Mr. Football Award als bester Highschool-Football-Spieler seines Bundesstaats. Von 247Sports wurde er als Vier-Sterne-Rekrut, also als einer der 300 besten Spieler seines Jahrgangs, eingeschätzt.

## College
Ab 2015 ging Burrow auf die Ohio State University. Dort spielte er für die Ohio State Buckeyes, bei denen er überwiegend der Backup hinter J. T. Barrett war. In insgesamt 10 Spielen warf Burrow nur 39 Pässe, bei denen er zwei Touchdowns erzielte. Nachdem Barrett das College verlassen hatte, war der Platz des Starting Quarterbacks frei geworden, allerdings stand neben Burrow auch der spätere Erstrundenpick Dwayne Haskins im Kader der Buckeyes. Burrow entschloss sich daher zu einem Wechsel zur Louisiana State University. Da er seinen Abschluss bereits in Ohio gemacht hatte, war er sofort für LSU spielberechtigt und wurde dort zum Starting Quarterback für die Saison 2018 ernannt.

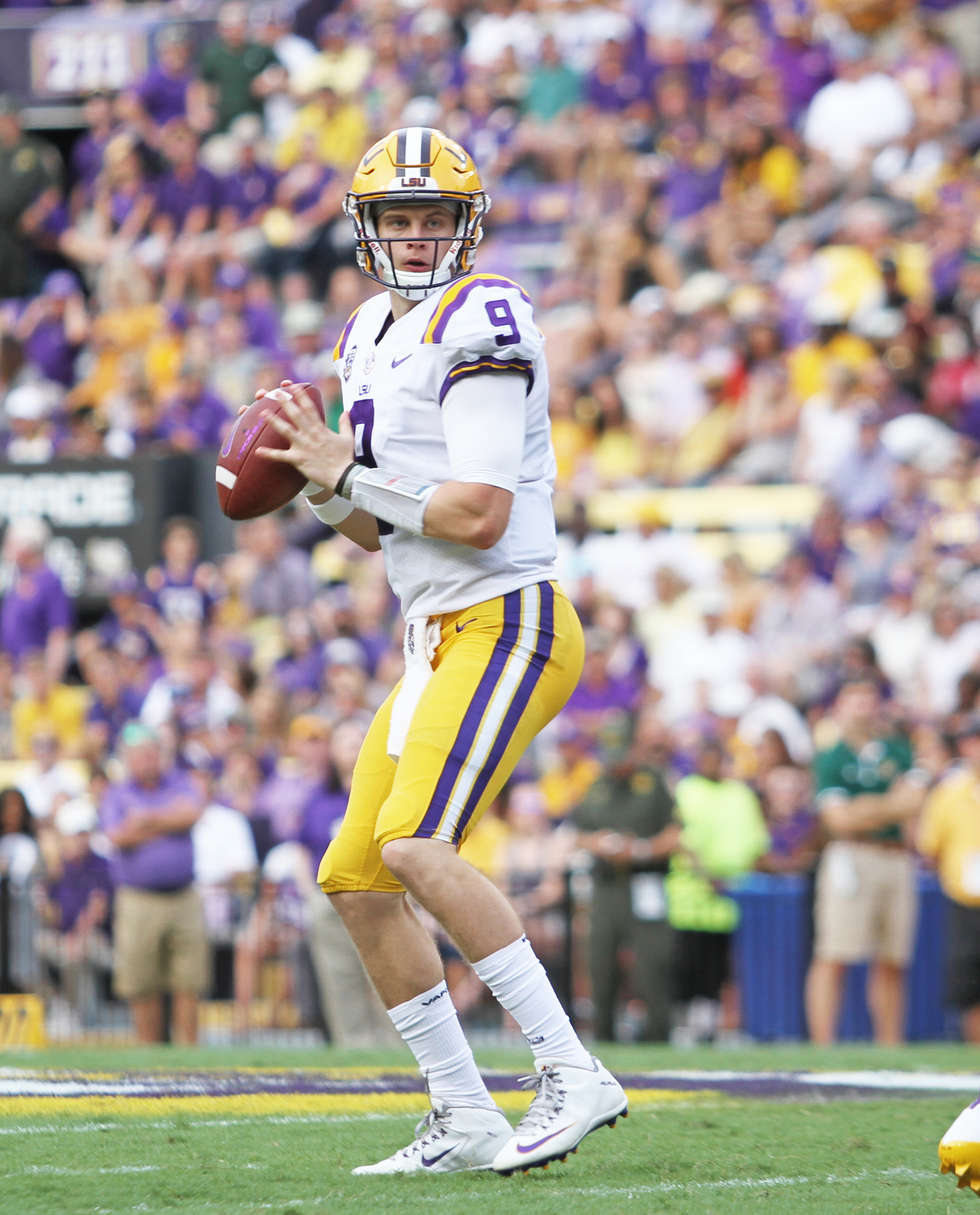
Joe Burrow bei den LSU Tigers (2018)

Dort stellte er gleich zu Beginn einen neuen Rekord an seinem College für die meisten Passversuche ohne Interception auf (158) und führte die Tigers zu ihrer ersten Saison mit 10 Siegen (aus 13 Spielen) seit 2013. Im Fiesta Bowl, den die LSU Tigers mit 40:32 gegen die UCF Knights gewannen, wurde er zum Offensive MVP ernannt. Insgesamt warf Burrow in seiner ersten Saison für Louisiana State für 2.894 Yards Raumgewinn bei 16 Touchdowns und 5 Interceptions sowie einem Passing Efficiency Rating von 133,2.
In der Saison 2019 konnte Burrow seine Leistung in einem runderneuerten Offensiv-System deutlich steigern und avancierte zu einem der meistgenannten Kandidaten auf die Heisman Trophy sowie die Wahl als Gesamterster im NFL Draft 2020. Dabei konnte er insbesondere am neunten Spieltag gegen die Alabama Crimson Tide, neben den LSU Tigers eines der besten Teams der Saison, überzeugen. Die Tigers gewannen mit 46:41, nachdem sie zuvor ihre letzten acht Spiele gegen Alabama verloren hatten. Burrow brachte in diesem Spiel, in dem er mit Tua Tagovailoa einem weiteren Quarterback mit Ambitionen auf die Heisman Trophy gegenüberstand, 31 von 39 Pässen an ihr Ziel und erzielte 393 Yards Raumgewinn im Passspiel sowie drei Touchdowns.
Bei der Wahl zur Heisman Trophy setzte sich Burrow klar gegen die Quarterbacks Jalen Hurts (Oklahoma) und Justin Fields (Ohio State) und den Defensive End Chase Young (Ohio State) durch. Burrow erhielt 90,7 Prozent aller Stimmen und gewann damit mit einem Rekordvorsprung. Zuvor hatte Troy Smith 2006 mit 86,7 % die Wahl am deutlichsten für sich entschieden. Zudem wurde Burrow zum Unanimous All-American gekürt.
Im Peach Bowl 2019, dem Halbfinalspiel zum College Football Playoff National Championship Game gegen die Oklahoma Sooners, warf Burrow beim 63:28-Sieg der Tigers in der ersten Halbzeit sieben Touchdownpässe. Zudem erlief Burrow später noch einen Touchdown selbst. Mit seinen acht Touchdowns stellte Burrow einen neuen Rekord für die meisten Touchdowns durch einen Spieler in einem Bowl-Spiel und auch für die Southeastern Conference auf. Insgesamt brachte Burrow 29 von 39 Pässen für 493 Yards an ihr Ziel, davon 403 in der ersten Hälfte. Im vierten Viertel wurde er bei entscheidendem Vorsprung ausgewechselt. Im Championship Game führte Burrow die Tigers zu einem 42:25-Sieg über Clemson, den Vorjahressieger. Zuletzt hatte Louisiana State die nationale Meisterschaft 2007 gewonnen. Burrow warf fünf Pässe in die gegnerische Endzone und lief einmal selbst zu einem Touchdown.

### College-Statistiken
| 2016                         | Ohio State | 5  | 22–28   | 78,6 | 226  | 2  | 0  | 169,9 | 12  | 58  | 4,8  | 1  |
| 2017                         | Ohio State | 5  | 7–11    | 63,6 | 61   | 0  | 0  | 110,2 | 3   | −5  | −1,7 | 0  |
| 2018                         | LSU        | 13 | 219–379 | 57,8 | 2894 | 16 | 5  | 133,2 | 128 | 399 | 3,1  | 7  |
| 2019                         | LSU        | 15 | 402–527 | 76,3 | 5671 | 60 | 6  | 202,0 | 115 | 368 | 3,2  | 5  |
| Gesamt                       | Gesamt     | 38 | 650–945 | 68,8 | 8852 | 78 | 11 | 172,4 | 258 | 820 | 3,2  | 13 |
| Quelle: sports-reference.com |            |    |         |      |      |    |    |       |     |     |      |    |

## NFL
Im NFL Draft 2020 wurde Burrow, wie erwartet, als Gesamterster von den Cincinnati Bengals ausgewählt. In Cincinnati folgte Burrow auf Andy Dalton, der nach neun Jahren als Starting-Quarterback der Bengals im Anschluss an den Draft entlassen wurde.
Bei seinem Debüt am ersten Spieltag brachte Burrow 23 von 36 Pässen an ihr Ziel, erlief einen Touchdown und warf eine Interception. Die Bengals verloren knapp mit 13:16 gegen die Los Angeles Chargers. In seinem zweiten Spiel, dem Thursday-Night-Spiel gegen die Cleveland Browns, warf Burrow mit einem Pass auf Tight End C. J. Uzomah seinen ersten Touchdownpass in der NFL. Bei der 30:35-Niederlage gegen Cleveland vervollständigte Burrow zwei weitere Pässe in die Endzone, brachte 37 von 61 Pässen für 316 Yards ans Ziel und verlor einen Fumble. Mit seinen 37 erfolgreichen Pässen stellte Burrow einen Rekord für die meisten erfolgreichen Passversuche eines Quarterbacks in seinem ersten NFL-Jahr auf. Nach einem Unentschieden gegen die Philadelphia Eagles in Woche 3 konnte Burrow am 4. Spieltag mit einem 33:25 gegen die Jacksonville Jaguars seinen ersten NFL-Sieg feiern. Zudem wurde Burrow zum ersten Rookie-Quarterback, der in drei aufeinanderfolgenden Spielen mindestens 300 Passing Yards erzielen konnte.

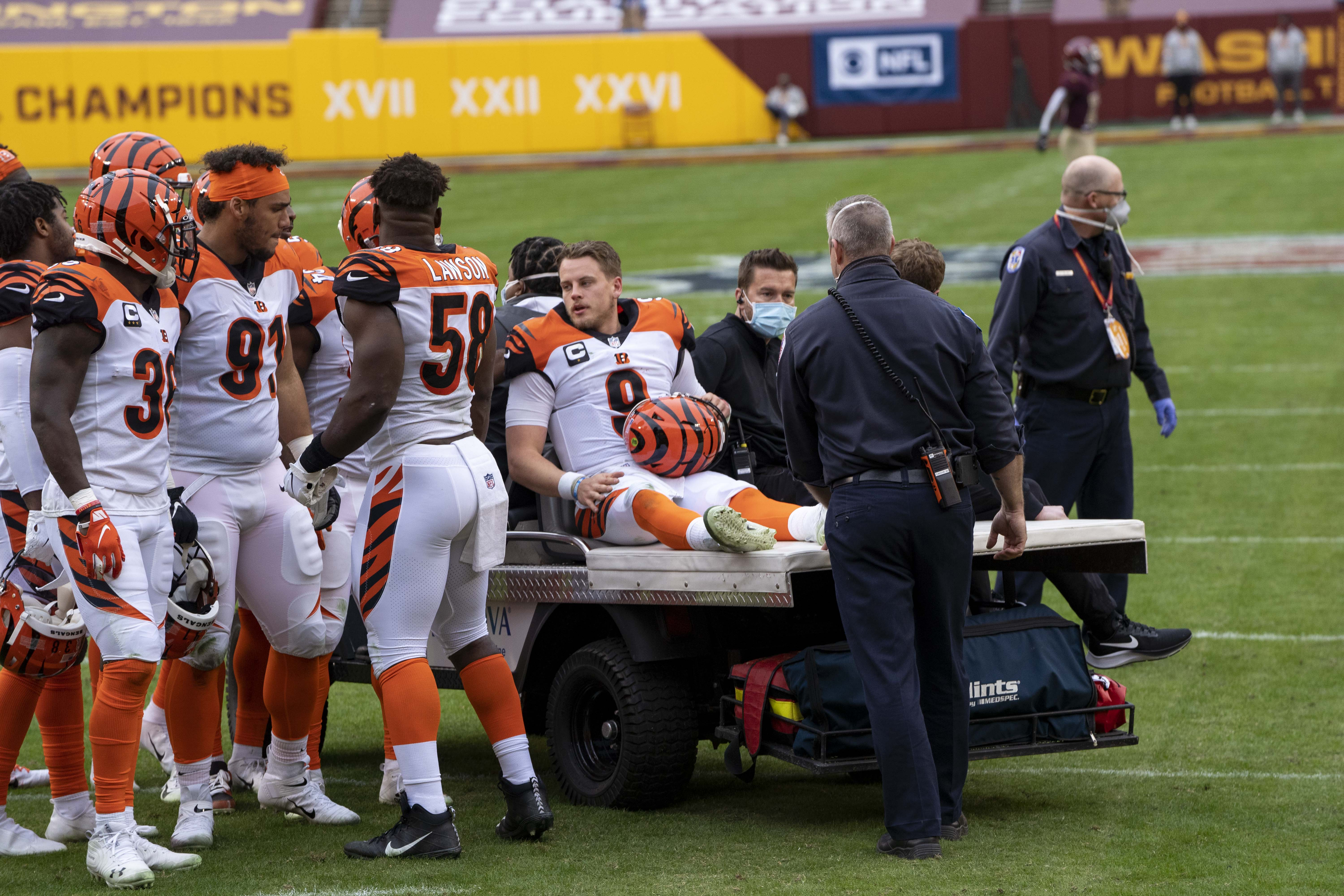
Burrow nach seiner Verletzung im Spiel gegen das Washington Football Team (2020)

Im Spiel gegen das Washington Football Team am 11. Spieltag verletzte sich Burrow schwer am Knie und gab anschließend auf Twitter bekannt, dass er für den Rest der Saison ausfallen würde. Spätere Untersuchungen ergaben, dass sich Burrow einen Kreuz- und einen Innenbandriss zugezogen hatte.
Nach seinem Kreuzbandriss musste Burrow am linken Knie operiert werden und startete 2021 zunächst mit wechselhaften Leistungen in die Saisonvorbereitung. Die Preseason setzte er bis auf einen Kurzeinsatz am letzten Spieltag aus. Beim Saisonauftakt gegen die Minnesota Vikings konnte Burrow sein Team zu einem 27:24-Sieg nach Overtime führen und zeigte mit 261 Yards und zwei Touchdownpässen gute Leistungen. Im NFL Draft 2021 hatten die Bengals Wide Receiver Ja’Marr Chase ausgewählt, mit dem Burrow bereits am College zusammengespielt hatte, dieser wurde erneut zur wichtigsten Anspielstation für Burrow. Am vierten und am sechzehnten Spieltag wurde Burrow als AFC Offensive Player of the Week ausgezeichnet. Beim 41:21-Sieg gegen die Baltimore Ravens in Woche 16 stellte Burrow mit 525 Yards Raumgewinn den Franchiserekord von Boomer Esiason für die meisten Yards in einem Spiel ein, dabei warf er vier Touchdownpässe. Ein Sieg gegen die Kansas City Chiefs in der folgenden Woche, erneut dank starker Leistungen der von Burrow angeführten Offense, sicherte Cincinnati den Titel in der AFC North und damit den ersten Einzug in die Play-offs seit 2015. Da Cincinnati bereits sicher für die Play-offs qualifiziert war, wurde er am letzten Spieltag der Regular Season nicht eingesetzt. Mit 4611 Yards Raumgewinn im Passspiel und 34 Touchdownpässen stellte Burrow jeweils neue Franchiserekorde bei den Bengals auf, seine Quote von 70,4 % erfolgreichen Pässen war in der Saison 2021 die höchste der NFL. Dabei spielte Burrow hinter einer anfälligen Offensive Line, er musste in der Regular Season 51 Sacks einstecken, in dieser Saison Höchstwert in der NFL.
Im Januar 2022 führte er die Bengals zu ihrem ersten Playoff-Sieg seit 1991. Sie gewannen das Spiel gegen die Las Vegas Raiders mit 26:19. Anschließend besiegten die Bengals mit Burrow auch die topgesetzten Tennessee Titans und zogen damit zum ersten Mal seit 33 Jahren in das AFC Championship Game ein. Gegen Tennessee wurde Burrow neunmal gesackt, ein neuer Rekord für ein Play-off-Spiel. Im AFC Championship Game besiegte Cincinnati die Kansas City Chiefs nach zwischenzeitlichem 3:21-Rückstand mit 27:24 nach Overtime, wodurch sie den Super Bowl LVI erreichten. Dabei warf Burrow zwei Touchdownpässe und eine Interception. Burrow wurde in der Woche vor dem Super Bowl mit dem NFL Comeback Player of the Year Award ausgezeichnet. Mit den Bengals unterlag er im Super Bowl den Los Angeles Rams mit 20:23, vor allem aufgrund der bereits die gesamte Saison anfälligen Offensive Line, die sieben Sacks zuließ und damit den Negativrekord der Dallas Cowboys aus dem Super Bowl X einstellte, in dem Roger Staubach ebenfalls sieben Sacks einstecken musste. Burrow brachte bei der dritten Niederlage von Cincinnati im Super Bowl 22 von 33 Pässen für 263 Yards und einen Touchdown an.
Kurz vor Beginn der Saisonvorbereitung auf die Saison 2022 erlitt Burrow einen Blinddarmdurchbruch und musste sich am 26. Juli 2022 einer Appendektomie unterziehen, weswegen er zwei Wochen lang nicht trainieren konnte und zwischenzeitlich Gewicht verloren hatte, das er wieder aufbauen musste. Burrows Start in seine dritte NFL-Saison  verlief wenig erfolgreich, beim Saisonauftakt gegen die Pittsburgh Steelers unterliefen ihm vier Interceptions. Nach einem unterdurchschnittlichen Start in der Saison zählte Burrow im weiteren Saisonverlauf wie in der Vorsaison zu den besten Quarterbacks der Liga. Er brach mit 35 Touchdownpässen den im Vorjahr von ihm aufgestellten Franchiserekord für die meisten Touchdownpässe in einer Saison und wurde erstmals in den Pro Bowl gewählt. Wie im Vorjahr gewannen die Bengals die AFC North. In den Play-offs führte er die Bengals in der Wild Card Round zu einem 24:17-Sieg über die Baltimore Ravens. Nach einem Sieg über die Buffalo Bills in der Divisional Round scheiterte Burrow mit den Bengals im AFC Championship Game schließlich mit 20:23 am späteren Super-Bowl-Sieger Kansas City Chiefs.
Kurz vor Beginn der Saison 2023 einigte Burrow sich mit den Bengals auf eine Vertragsverlängerung um fünf Jahre im Wert von 275 Millionen US-Dollar, womit er zum zu diesem Zeitpunkt pro Jahr bestbezahlten Spieler der Liga wurde. Bereits zu Saisonbeginn hatte Burrow mit einer Verletzung zu kämpfen, als ihn eine verletzte Wade in den ersten vier Spielen in seiner Beweglichkeit eingeschränkt hatte. Nach drei Niederlagen aus den ersten vier Partien gewannen die Bengals fünf Partien in Folge, nachdem Burrow wieder vollständig genesen war. Im Spiel gegen die Baltimore Ravens am 11. Spieltag zog er sich einen Bänderriss im rechten Handgelenk zu und musste die Saison vorzeitig beenden.

### NFL-Statistiken
| 2020                               | CIN    | 10 | 10 | 264–404   | 65,3 | 2.688  | 13  | 5  | 89,8  |
| 2021                               | CIN    | 16 | 16 | 366–520   | 70,4 | 4.611  | 34  | 14 | 108,3 |
| 2022                               | CIN    | 16 | 16 | 414–606   | 68,3 | 4.475  | 35  | 12 | 100,8 |
| 2023                               | CIN    | 10 | 10 | 244–365   | 66,8 | 2.309  | 15  | 6  | 91,0  |
| 2024                               | CIN    | 17 | 17 | 460–652   | 70,6 | 4.918  | 43  | 9  | 108,5 |
| Gesamt                             | Gesamt | 69 | 69 | 1748–2547 | 68,6 | 19.001 | 140 | 46 | 101,2 |
| Quelle: pro-football-reference.com |        |    |    |           |      |        |     |    |       |